# 维勒克罗兹
维勒克罗兹（法語：Villecroze，法語發音：[vilkʁoz]）是法国普罗旺斯-阿尔卑斯-蓝色海岸大区瓦尔省的一个市镇，位于该省西北部，属于德拉吉尼昂区。

## 地理
维勒克罗兹（43°34'56"N, 6°16'35"E）面积20.68 平方千米，位于法国普罗旺斯-阿尔卑斯-蓝色海岸大区瓦尔省，该省份为法国东南部沿海省份，北起上普罗旺斯阿尔卑斯省，西北角与沃克吕兹省接壤，西接罗讷河口省，南濒地中海，东临滨海阿尔卑斯省。
与维勒克罗兹接壤的市镇（或旧市镇、城区）包括：欧普斯、弗拉约斯克、萨莱讷、图尔图、圣昂托南迪瓦。

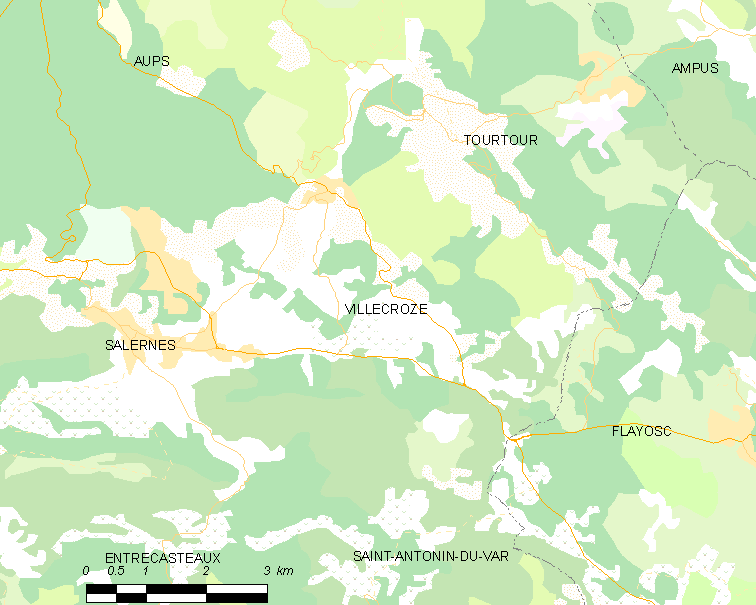
维勒克罗兹的OSM定位图

维勒克罗兹的时区为UTC+01:00、UTC+02:00（夏令时）。

## 行政
维勒克罗兹的邮政编码为83690，INSEE市镇编码为83149。

## 政治
维勒克罗兹所属的省级选区为弗拉约斯克县。

## 人口

1962-2008年间维勒克罗兹人口变化图示

维勒克罗兹于2022年1月1日时的人口数量为1504人。